# مجموعة الدار البيضاء
مجموعة الدار البيضاء هو حلف نشأ نتيجة مؤتمر أقطاب أفريقيا المنعقد في الدار البيضاء في 1961. شارك في المؤتمر عدة دول أفريقية ذات رؤية مشتركة لمستقبل إفريقيا وحركة الوحدة الإفريقية في أوائل عقد 1960. تكونت الجمعية من قادة يساريين أغلبهم من شمال إفريقيا، من الجزائر ومصر وغانا وغينيا وليبيا ومالي والمغرب. أدى خلاف مجموعة الدار البيضاء مع جمعية مونروفيا والمصالحة معها في آخر المطاف إلى تأسيس منظمة الوحدة الإفريقية.

## تاريخ

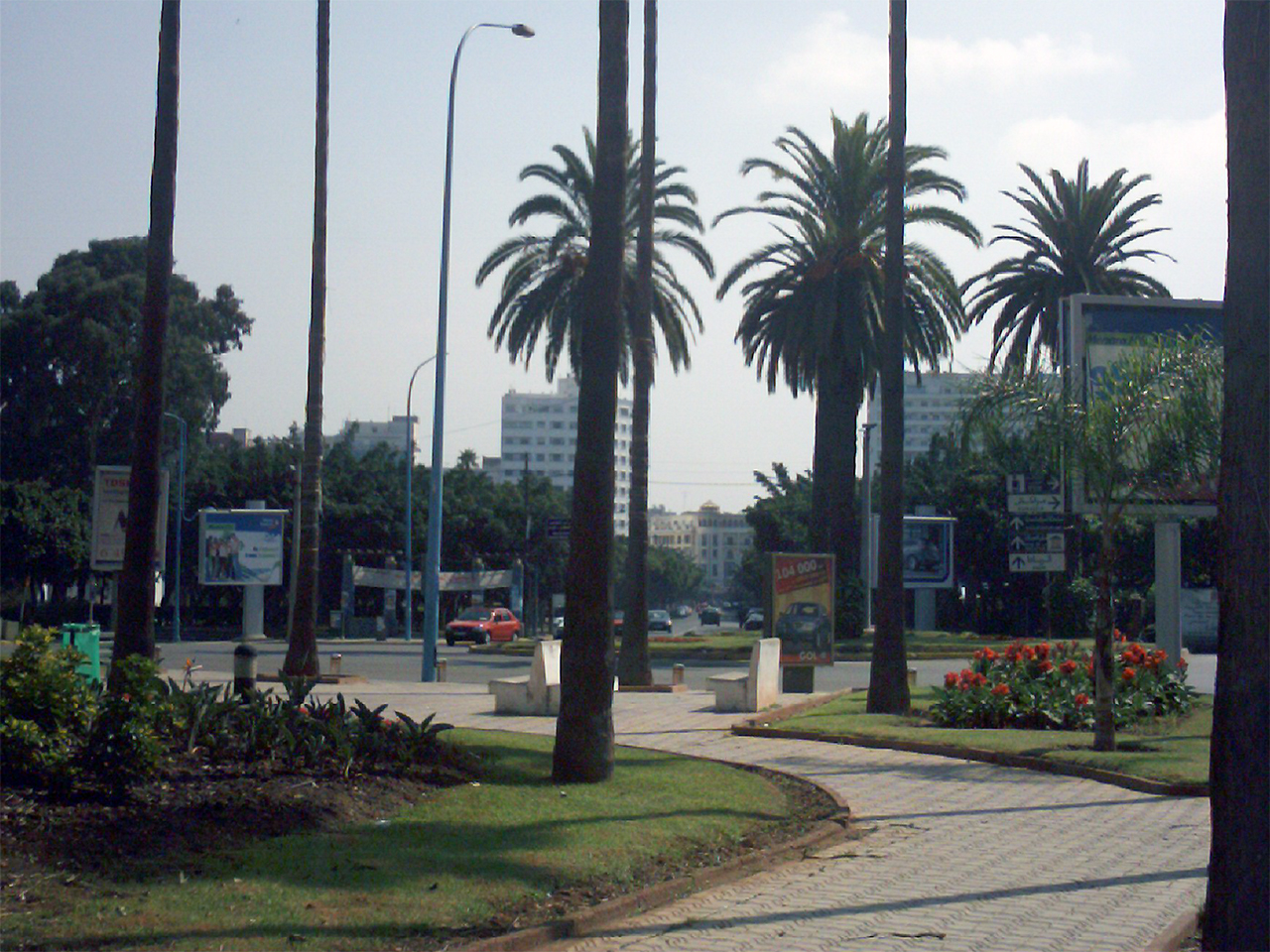
ساحة الوحدة الإفريقية في شارع مولاي يوسف في الدار البيضاء

التقت الجمعية للمرة الأولى عام 1961 في الدار البيضاء، ومن هنا جاءت تسمية الجمعية. جمع هذا المؤتمر بعضا من أبرز الساسة في القارة الإفريقية مثل جمال عبد الناصر من مصر وكوامي نكروما من غانا وأحمد سيكو توري من غينيا.
ما وحدهم هو الاعتقاد في ضرورة الوحدة الإفريقية أو اتحادها. واعتقد الحاضرون أيضا بأن اتحادا عميقا وكبيرا، مثلما حققه الاتحاد الأوروبي منذئذ، هو الطريق الوحيد إلى تمكين إفريقيا من دحر الاستعمارية وتحقيق السلام وتعزيز التنمية الثقافية وازدياد إفريقيا تأثيرا على السياسة العالمية والإنماء الاقتصادي. بمعنى آخر، فاعتقدوا بنقل قوات كثيرة من حكومات وطنية إلى منظمة إفريقية موحدة فوق السلطة الوطنية. ذهب نكروما إلى الدعوة إلى جيش إفريقي موحد يمكن إيفاده إلى كافة أنحاء العالم لمحاربة الاستعمارية أو حكم الأقلية البيضاء، وكان شعاره الإفريقي الموحد «إفريقيا يجب أن تتحد!»
لم تحقق جمعية الدار البيضاء أغراضها في آخر المطاف، فلم يوافق معظم القادة الإفريقية على طموحاتها الجذرية، وسادت أفكار جمعية منروفيا التي دعمت الوحدة الإفريقية أيضا ولكن ليس على حساب القومية الوطنية والسيادة المستقلة للدولة المنفردة.
تأسست منظمة الوحدة الإفريقية عام 1963 وشاركت كل الأعضاء من جمعية الدار البيضاء وجمعية منروفيا في تنحية خلافاتها. ولم تحقق المنظمة، وهي الاتحاد الإفريقي الآن، إلا درجة محدودة من الوحدة المرغوبة وسط دولها الأعضاء، وذلك انعكاس لمبادئ جمعية منروفيا ونبذ أفكار جمعية الدار البيضاء.
وإضافة إلى الخلاف على مستوى الوحدة الإفريقية فاتخذت الجمعيتان مواقف على طرفي النقيض بخصوص النزاعات في الجزائر والكونغو، فالتزم أعضاء جمعية الدار البيضاء بدعم جبهة التحرير الوطني الجزائرية في كفاحها من أجل استقلالية الجزائر عن فرنسا، فدعم أعضاء جمعية منروفيا أعدائها الفرنسيين.